# Feuchtwangen
Feuchtwangen là một thành phố ở huyện Ansbach ở vùng hành chính Middle Franconia bang Bayern nước Đức. Đô thị Feuchtwangen có diện tích 137,4 kilômét vuông, dân số thời điểm ngày 31 tháng 12 năm 2006 là 12.254 người.
Thành phố này giáp với: Schnelldorf, Wörnitz, Dombühl, Aurach, Herrieden, Wieseth, Dentlein am Forst, Dürrwangen, Schopfloch, Dinkelsbühl, Kreßberg,
Thành phố này có các cộng đồng dân cư:
Aichau: Aichau, Jakobsmühle, Löschenmühle, Oberahorn, Thürnhofen, Unterahorn
Aichenzell: Aichenzell, Esbach, Hammerschmiede, Herrnschallbach, Höfstetten, Kaltenbronn, Mögersbronn, Sommerau, Überschlagmühle, Walkmühle, Winterhallen, Zehdorf
Banzenweiler: Banzenweiler, Bieberbach, Georgenhof, Jungenhof, Krebshof, Krobshausen, Leiperzell, Oberransbach, Oberrothmühle, Poppenweiler, Unterransbach, Unterrothmühle, Weiler am See
Breitenau: Breitenau, Gehrenberg, Ratzendorf, Sperbersbach, Ungetsheim, Zischendorf, Zumhaus
Dorfgütingen: Archshofen, Bonlanden, Bölhof, Bühl, Dorfgütingen, Dornberg, Krobshäuser Mühle, Neidlingen, Rödenweiler
Heilbronn: Heilbronn, Herbstmühle, Lichtenau, Metzlesberg, Rißmannschallbach, Wüstenweiler, Zumberg
Krapfenau: Bernau, Eschenlach, Hainmühle, Koppenschallbach, Krapfenau, Krapfenau-Mühle, Lotterhof, Oberlottermühle, Schönmühle, St. Ulrich, Unterlottermühle, Volkertsweiler, Wehlmäusel, Weikersdorf
Larrieden: Heiligenkreuz, Larriden, Oberhinterhof, Unterhinterhof
Mosbach: Bergnerzell, Kühnhardt a. Schlegel, Mosbach, Reichenbach, Seiderzell, Tribur
Vorderbreitenthann: Charhof, Charmühle, Glashofen, Hinterbreitenthann, Oberdallersbach, Steinbach, Tauberschallbach, Unterdallersbach, Voderbreitenthann, Wolfsmühle